# Batalha de La Arada
Batalha de La Arada (em castelhano:  Batalla de la Arada) foi travada em 2 de fevereiro de 1851, perto da cidade de Chiquimula, na Guatemala, entre as forças guatemaltecas e um exército aliado de Honduras e El Salvador. A batalha foi parte da guerra entre o governo conservador da Guatemala contra a coalizão liberal de El Salvador e Honduras. Como a ameaça mais séria para a liberdade e a soberania da Guatemala como república, foi a vitória militar mais importante da história do país como um estado independente.